# Odynerus wellmanoides
Odynerus wellmanoides är en stekelart som beskrevs av Giordani Soika. Odynerus wellmanoides ingår i släktet lergetingar, och familjen Eumenidae. Inga underarter finns listade i Catalogue of Life.